# 愛買
愛買（Far Eastern A.Mart）是一家臺灣的大型連鎖量販店，由遠東百貨以轉投資方式成立於1990年；2023年營業額為新臺幣129.7億元，公司員工數約2,000人。目前在臺灣共有14家分店，其主要競爭對手有家樂福、大全聯，目前其市場佔有率為台灣排名第三的非會員制零售型量販店。

## 歷史

### 遠百愛買量販時期（1990年-2000年）
- 1990年，遠東百貨以轉投資方式成立「遠百企業股份有限公司」（Far Eastern Department Stores Company），由遠百企業經營遠百愛買量販。
- 1990年9月，第1間分店臺北景美店開幕。
- 1991年1月，第2間分店臺北板新店開幕。
- 1996年7月，第3間分店臺北永和店開幕。
- 1998年5月，第4間分店臺中永福店開幕。
- 1999年3月，第5間分店臺中中港店開幕。
- 1999年12月，第6間分店桃園店開幕，因該店址原為中南紡織廠，籌備時期另有桃園中南店（amart Taoyuan south shop）別稱。
- 2000年5月，第7間分店桃園楊梅店開幕。
- 2000年7月，遠東百貨和法商佳喜樂集團(Géant Casino)以交換3,150萬股，另加計8,000萬美金買下遠百企業3,675萬股，雙方持股各半，成為臺法合資的愛買吉安量販。

### 遠東鴻利多量販（1995年-2000年）
遠東鴻利多量販是由臺灣遠東集團與法商彭慕斯合資成立。1992年12月，遠東鴻利多股份有限公司成立。1995年1月15日，第1間分店於臺南永康開業。1999年，由於法商彭慕斯與法商家樂福合併，而家樂福在臺灣已與統一集團合作開設量販店，因此遠東集團與彭慕斯結束合作，遠東鴻利多臺南永康店於2000年7月結束營業，由同集團的愛買吉安量販接手經營。

### 吉安量販（1996年-2000年）
- 1996年9月25日，法商佳喜樂集團（Group Casino）在臺灣成立「吉安大股份有限公司」。
- 1998年12月17日，第1間分店臺中復興店開幕。
- 1999年3月31日，第2間分店高雄平等店開幕。
- 2000年7月，遠東百貨和法商佳喜樂集團以交換3,150萬股，另加計8,000萬美金買下遠百企業3,675萬股，雙方持股各半，成為台法合資的愛買吉安量販；臺中復興店及高雄平等店更名為愛買吉安量販。
- 2000年8月31日，吉安大股份有限公司合併解散。

### 愛買吉安量販時期（2000年-2006年）
- 2000年7月，第8間分店臺南永康店開幕，該店址原為遠東鴻利多量販；臺中復興店及高雄平等店亦隨之更名，為全台第9、10間分店。
- 2001年9月，第11間分店臺北忠孝店開幕，位於明德春天百貨地下二、三層[2]（後營業空間增加地下一層部分），為台灣首間與百貨公司結合的量販店[3]。
- 2001年10月，第12間分店桃園中山店開幕，該店原為吉安量販的開發案[4]，因與既有的桃園店距離過近，而定位為「清倉中心」，專門販售庫存貨或折扣貨[5][6]，但不久即結束營業。
- 2001年12月，原第13間分店臺中德安店開幕，位於德安購物中心地下一、二層，賣場面積約4,000坪[7]，為愛買吉安首間進駐購物中心的分店。
- 2002年7月10日，原第13間分店彰化員林店試營運，7月12日開幕，結合量販賣場和美食街及商店街，該店址原為千暉大賣場員林店[8]。
- 2003年5月14日，臺中德安店結束營業[9]。
- 2003年10月9日，第13間分店新竹店正式開幕[10]。
- 2005年12月28日，第14間分店臺北大直店試營運，2006年1月7日正式開幕，總樓地板面積約8,000坪的大直店屬於區域大型旗艦店，結合量販賣場和大型專門店，營業面積為3600坪，為僅次於桃園店的面積第二大分店[11][12]。
- 2006年9月，遠東百貨以每股4.5元新臺幣（共約7.37億新臺幣），向佳喜樂集團買回遠百企業的股權，正式宣佈佳喜樂集團退出臺灣市場[13]。愛買吉安改名「愛買」，成為台資獨自經營的本土量販；遠百企業的英文名稱也改為。

### 愛買a.mart量販時期（2006年至今）
- 2008年10月31日，原第15間分店臺北三重店正式開業，該店址原為萬家福量販永德旗艦店。三重店樓地板面積約10,000餘坪，地下第一、二層為停車場，地上一層為美食商店街，地上二、三層為量販賣場。該店為首先使用新品牌名稱「愛買」招牌的分店，後來其他分店也陸續更新招牌的品牌識別[14][15]。
- 2009年10月28日，原第16間分店花蓮店正式開業，屬於區域型態的中小型店，是愛買與遠東百貨的共同投資案，地下一樓為賣場面積3,000坪的愛買與近1,000坪的美食商店街[16][17]（後來B1部分區域改裝引進、主題餐廳後，愛買範圍即不含以上區域），地下一層部分區域、地上一至三樓為遠東百貨。
- 2010年1月15日，原第17間分店基隆店正式開業，佔地面積3,000坪的基隆店屬於區域中小型店，地下一樓為量販賣場與美食街；該店址曾為萬家福量販基隆店[18]。
- 2011年1月12日，原第18間分店臺中豐原店正式開業，該店址曾為亞洲購量販。
- 2011年3月，愛買透過公開招標取得台糖量販採購權，逾50％食品與用品皆透過愛買量販統一採購，以降低台糖量販店採購與中央倉儲成本。[19]
- 2012年4月23日，原第19間分店新竹巨城店試營運，4月28日正式開業，位於Big City遠東巨城購物中心地下一、三層，該店址原為佳世客百貨新竹風城店。賣場面積約2,500坪，屬於區域中型店[20]（後賣場縮減為僅地下三層，2016年6月改裝開幕）。為首先設置熟食座位區的示範店，後亦推行至各店[21]。
- 2015年1月31日，原第20間分店板橋南雅店試營運，4月29日正式開業，屬於區域大型旗艦店。
- 2015年10月27日，臺北板新店結束營業。
- 2016年6月22日，愛買開出首家全新型態的便利商店店型–愛買便利店新竹巨城店，營業面積約50坪，商品品項約1,000種[22]。
- 2016年10月31日，高雄平等店結束營業[23]。
- 2016年12月18日，臺北大直店結束營業[24]。
- 2017年4月4日，彰化員林店結束營業[25][26]。原址將作為彰化地檢署新建廳舍。
- 2019年3月3日，因地主無意續租，臺中中港店、永福店結束營業[27]。
- 2020年8月18日，原第15間分店臺中水湳店試營運，9月23日正式開業，為愛買量販首間第三代店「購物中心型量販店（Hyper Mall）」[28][29][30]，商場總樓板面積約12,000坪（不含停車場），屬於中型店[31]。
- 2024年9月30日，新竹店結束營業[32]。
- 2025年9月30日，台北忠孝店結束營業[33]。

## 分店資訊

### 營運中分店
截至2024年10月，愛買於台灣共經營14間分店。   

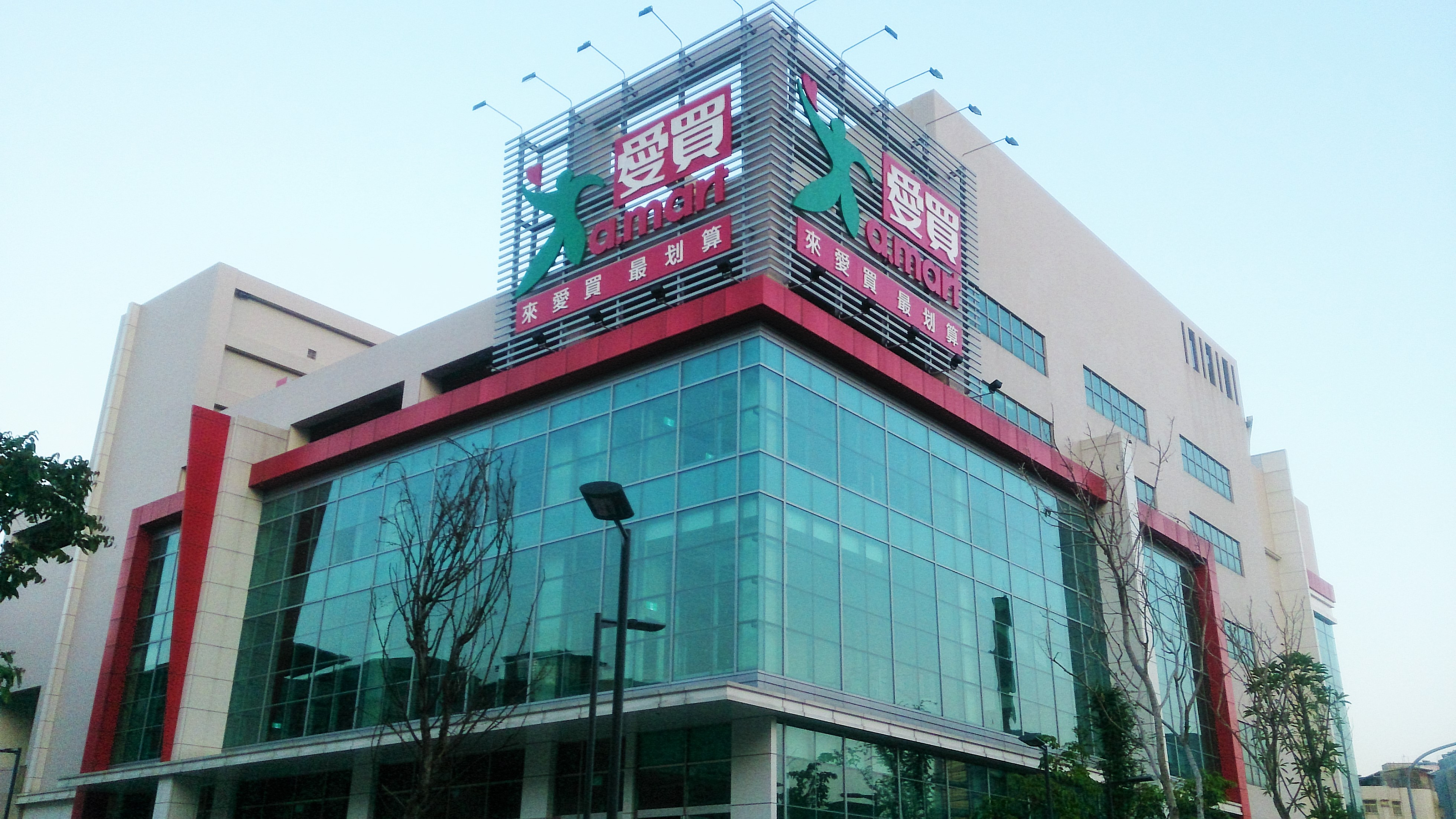
南雅店
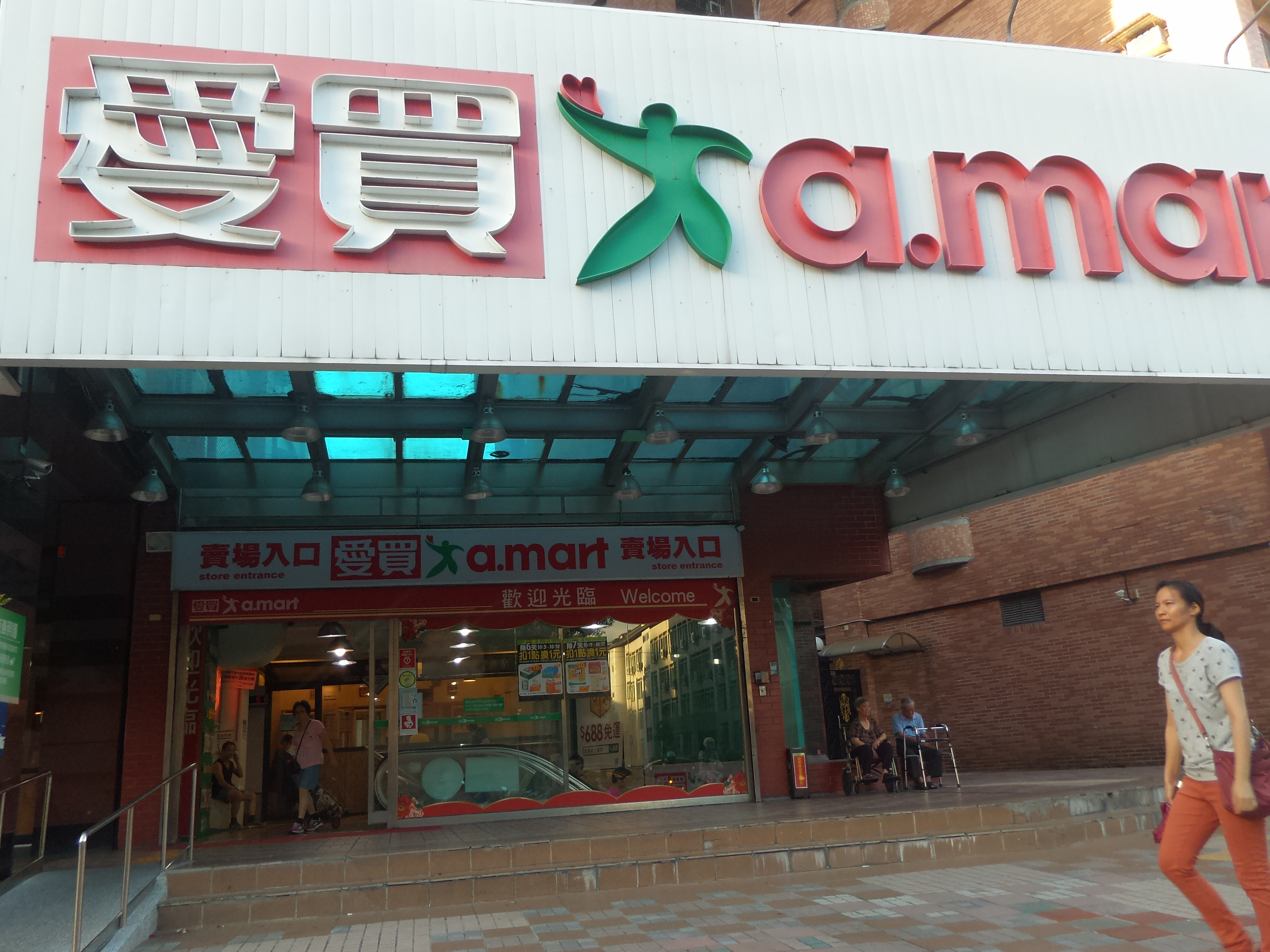
永和店

| 縣市   | 行政區 | 分店   | 地址                                    | 備註                                                 |
| ------ | ------ | ------ | --------------------------------------- | ---------------------------------------------------- |
| 基隆市 | 信義區 | 基隆店 | 基隆市信義區深溪路53號B1                | 原址為萬家福量販基隆店                               |
| 臺北市 | 信義區 | 忠孝店 | 臺北市信義區忠孝東路五段297號B1、B2、B3 | 將於2025年9月30日結束營業                            |
| 臺北市 | 文山區 | 景美店 | 臺北市文山區景中街30巷12號              |                                                      |
| 新北市 | 永和區 | 永和店 | 新北市永和區民生路46巷56號              |                                                      |
| 新北市 | 三重區 | 三重店 | 新北市三重區中正北路193巷45號           | 原址為萬家福量販三重店                               |
| 新北市 | 板橋區 | 南雅店 | 新北市板橋區貴興路101號1、2樓           |                                                      |
| 桃園市 | 桃園區 | 桃園店 | 桃園市桃園區中山路939號                 |                                                      |
| 桃園市 | 楊梅區 | 楊梅店 | 桃園市楊梅區中山北路二段23巷6號         |                                                      |
| 新竹市 | 東區   | 巨城店 | 新竹市東區中央路229號B3                 | 原址為佳世客百貨新竹店，位於Big City遠東巨城購物中心 |
| 臺中市 | 豐原區 | 豐原店 | 臺中市豐原區南村里水源路420號           | 原址為亞洲購量販                                     |
| 臺中市 | 南區   | 復興店 | 臺中市南區復興路一段359號               | 原址為吉安量販台中復興店                             |
| 臺中市 | 西屯區 | 水湳店 | 臺中市西屯區中清路二段1199號            |                                                      |
| 臺南市 | 永康區 | 台南店 | 臺南市永康區中正南路533號               | 原址為遠東鴻利多量販                                 |
| 花蓮縣 | 花蓮市 | 花蓮店 | 花蓮縣花蓮市和平路581號B1               | 與遠東百貨花蓮店共構                                 |

- 南雅店
- 永和店

### 已停業分店

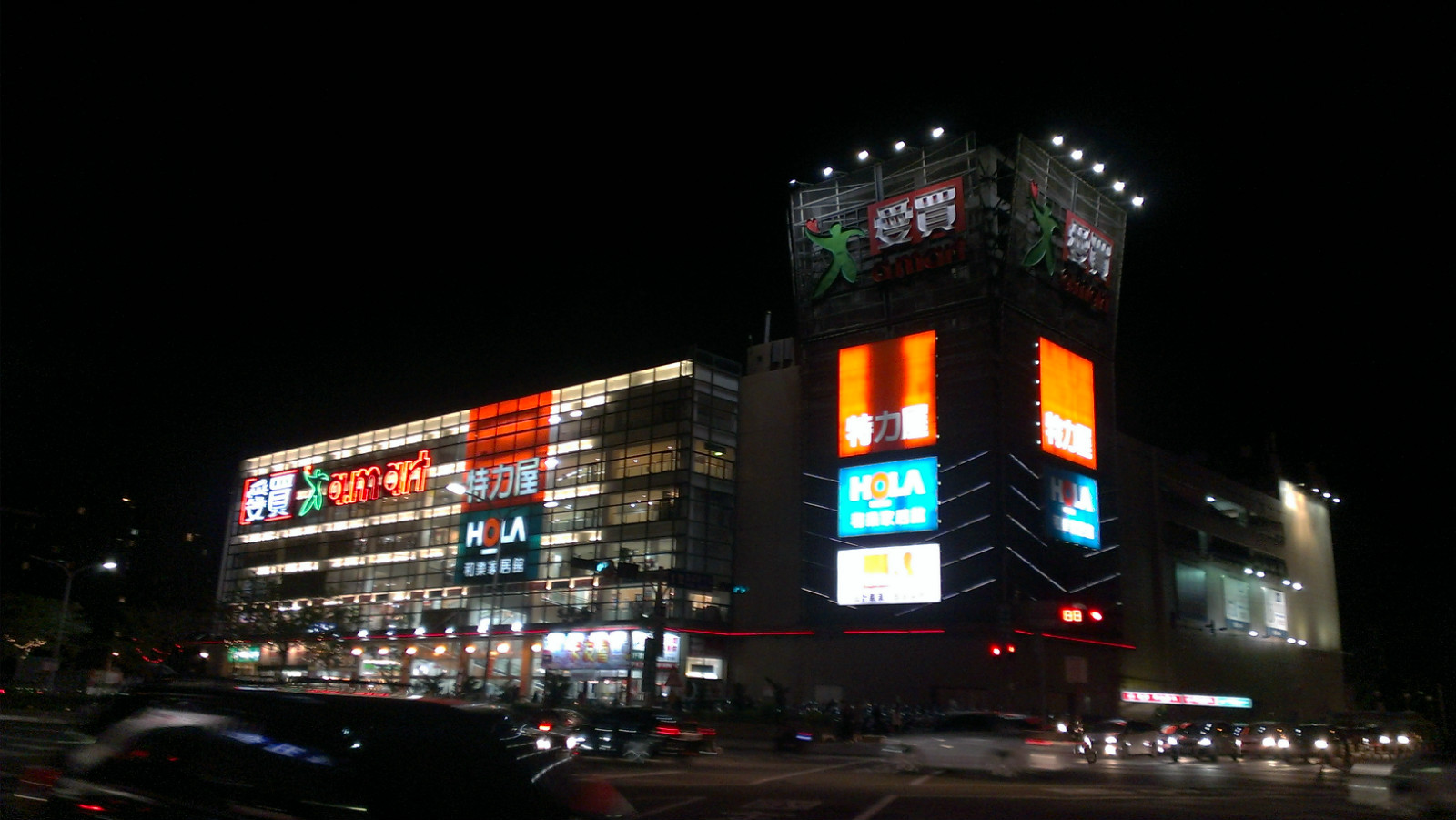
已歇業的新竹店
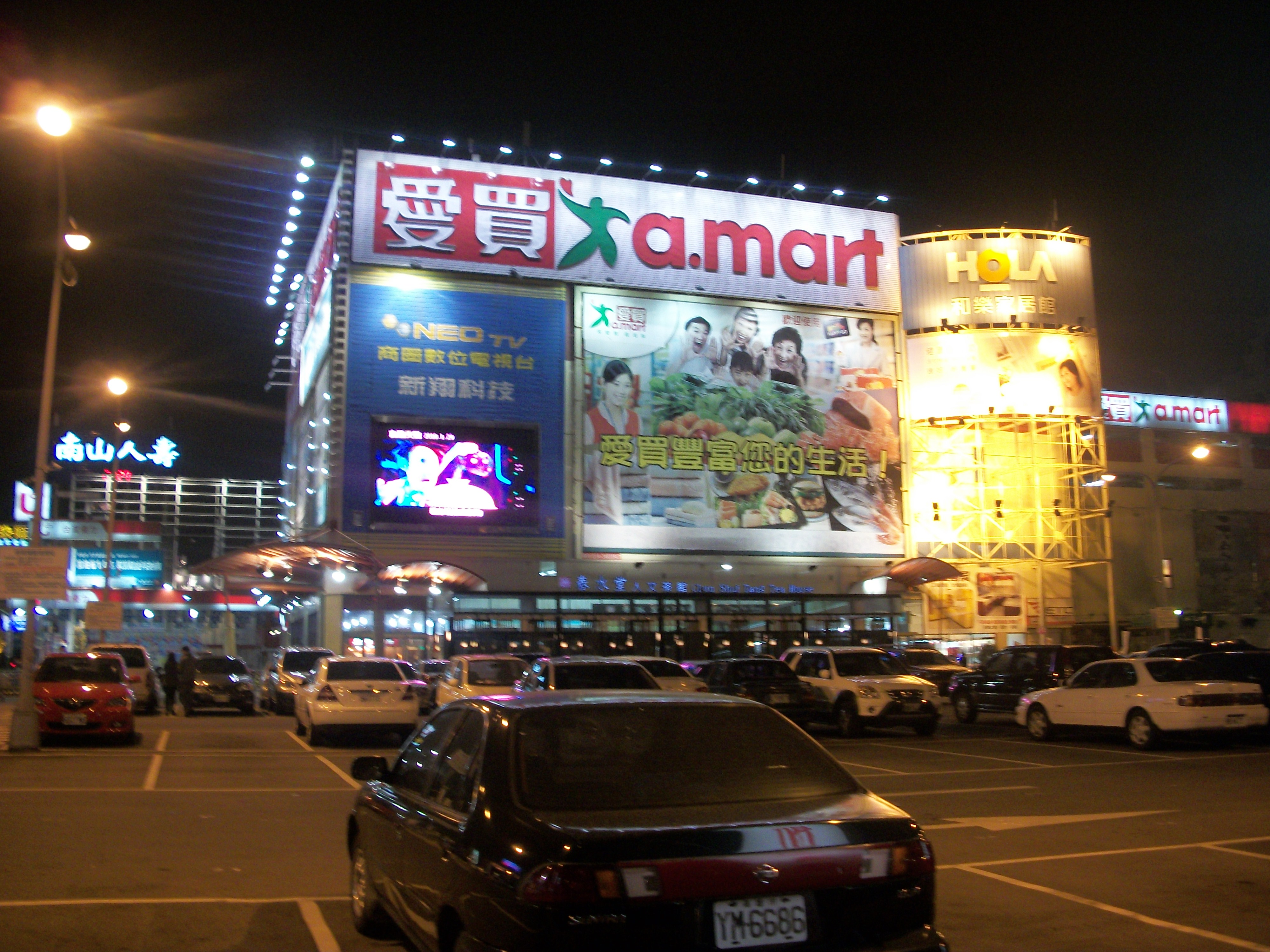
已歇業的中港店

| 縣市   | 行政區 | 分店   | 地址                                                             | 備註                                                    |
| ------ | ------ | ------ | ---------------------------------------------------------------- | ------------------------------------------------------- |
| 臺北市 | 中山區 | 大直店 | 臺北市中山區敬業三路123號                                        | 2016年12月18日結束營業                                  |
| 新北市 | 板橋區 | 板新店 | 新北市板橋區四川路一段389號                                      | 2015年10月27日結束營業                                  |
| 桃園縣 | 桃園市 | 中山店 | 桃園縣桃園市中山路958號                                          | 2001年10月開業，2004年以前結束營業                      |
| 新竹市 | 東區   | 新竹店 | 新竹市東區公道五路二段469號（門牌重編前：水源街111號）           | 2024年9月30日結束營業                                   |
| 臺中市 | 東區   | 德安店 | 臺中市東區復興路四段186號B1、B2                                  | 位於德安購物中心，2001年12月開業，2003年5月14日結束營業 |
| 臺中市 | 西屯區 | 中港店 | 臺中市西屯區台灣大道二段919號（門牌重編前：中港路二段71號）      | 原址為九九隆批發倉庫，2019年3月3日結束營業              |
| 臺中市 | 西屯區 | 永福店 | 臺中市西屯區福科路342號（門牌重編前：青海路三段174號）           | 2019年3月3日結束營業                                    |
| 彰化縣 | 員林市 | 員林店 | 彰化縣員林市員林大道二段100號（門牌重編前：中正路二巷90、100號） | 原址為千暉大賣場員林店，2017年4月4日結束營業            |
| 高雄市 | 三民區 | 高雄店 | 高雄市三民區平等路171號                                          | 原址為吉安量販高雄店，2016年10月31日結束營業            |

- 已歇業的新竹店
- 已歇業的中港店